# Paris au Printemps
Paris au Printemps es un álbum en vivo grabado por Public Image Ltd (figura como 'Image Publique S.A.' en la portada) en enero de 1980 durante dos fechas consecutivas en París, y lanzado en noviembre del mismo año. El título del álbum en Francia es 'Paris in the Spring', con nombres franceses para la propia banda y la lista de canciones. Es notable cómo el último larga duración junto al bajista original Jah Wobble. El álbum alcanzó el puesto número 61 en la lista UK album charts.

## Grabación
John Lydon ha destacado que el álbum fue hecho y presentado a Virgin Records para cubrir los gastos de la banda para el disco Metal Box. Durante una entrevista radial para la BBC en 1992 él dijo: 

Tuvimos que hacer eso para financiar la realización de Metal Box. Debido a que el dinero era muy, muy apretado. Hice explicar que en cada entrevista que he hecho. No compre este disco en vivo, porque no es muy bueno.

Además, ha sido descrito como la lucha contra una gran cantidad de "inaudibles" bootlegs de las actuaciones en vivo de la banda lanzados hasta ese momento.
Lydon ha elaborado que el álbum de la banda cuesta "exactamente el precio de un carrete a carrete de cinta para grabar", lo que hicieron en una grabadora Revox, por consiguiente, recibir £ 30.000 de Virgin Records para ello. La misma cantidad ha sido mencionado como la suma de la banda había invertido en el lanzamiento del álbum Metal Box.

## Portada
La pintura de la portada es de John Lydon y representa a sí mismo, Keith Levene y Jeannette Lee.

## Lista de canciones

### Lado uno
1. "Thème"
2. "Psalmodie" ("Chant")
3. "Précipitamment" ("Careering")

### Lado dos
1. "Sale Bébé" ("Bad Baby")
2. "La Vie Ignoble" ("Low Life")
3. "Attaque" ("Attack")
4. "Timbres De Pop" ("Poptones")

## Personal
- John Lydon – Voz, diseño de la portada
- Keith Levene – Guitarra, sintetizador
- Jah Wobble – Bajo
- Martin Atkins – Batería

## Listas

### Reino Unido
- “Paris Au Printemps” brevemente entró en el UK Albums Chart, donde permaneció dos semanas y llegó al puesto número #61 en 22 de noviembre de 1980.[5]

### Otros países
- En los Estados Unidos, el álbum no fue lanzado.
- En Nueva Zelanda, “Paris Au Printemps” brevemente entró en el Top 50 Albums Chart, donde permaneció durante dos semanas y alcanzó el puesto #48 el 1 de marzo de 1981.[6]